# François Marie Daudin
François Marie Daudin (29. srpna 1776 Paříž – 30. listopad 1803 Paříž) byl francouzský zoolog.
Od mládí byl díky prodělané chorobě (snad dětské obrně) ochrnutý. Studoval fyziku a přírodopis, ale svůj vědecký život zasvětil zoologii.
V letech 1799–1800 napsal spis Základní a kompletní pojednání o ornitologii (Traité élémentaire et complet d'Ornithologie), což byla jedna z prvních moderních ornitologických příruček, v níž autor kombinoval Linného biologickou systematiku s anatomickým a fyziologickým popisem, jak jej uplatňoval Georges Louis Leclerc de Buffon.
V roce 1800 vydal též Sbírku memoárů a poznámek k novým a málo známým druhům měkkýšů, červů a zoofytů (Recueil de mémoires et de notes sur des espèces inédites ou peu connues de mollusques, de vers et de zoophytes).
Největšího úspěchu však dosáhl v herpetologii. V roce 1802 publikoval Přírodopis stromových žab, žab a ropuch (Histoire naturelle des reinettes, des grenouilles et des crapauds), který vzápětí doplnil vydáním osmisvazkového Přírodopisu plazů (Histoire naturelle, générale et particulière des reptiles) (1802–1803). Toto dílo obsahovalo popis 517 druhů, z nichž mnohé byly popsány vůbec poprvé, založený na zkoumání 1100 vzorků.
V práci mu jako ilustrátorka pomáhala žena Adélaïde (Adèle) Geneviève de Grégoire de Saint-Sauveur (1774–1803). Přestože Daudinovy knihy nebyly po obchodní stránce úspěšné, manželé nežili díky rodinnému majetku v chudobě. Daudinova žena Adèle zemřela koncem října roku 1803 na tuberkulózu a její manžel ji po měsíci následoval. Jejich synovi Françoisovi Louisovi Hyacinthovi Daudinovi (1802–1889) bylo v té době jeden a půl roku. Žil pak na rodinném sídle na zámku v Solutré-Pouilly.